# Martín Satriano
Martín Satriano, né le 20 février 2001 à Montevideo en Uruguay, est un footballeur international uruguayen qui évolue au poste d'avant-centre au RC Lens.

## Carrière

### En club

#### Formation

##### En Uruguay
Né à Montevideo en Uruguay, Martín Satriano est formé par l'un des clubs de la capitale, le Club Nacional. Arrivé à 14 ans au club, il y devient rapidement un joueur incontournable dans les différentes catégories de jeunes. 

##### A l'Inter Milan
Sans avoir fait ses débuts en professionnel, il rejoint l'Inter Milan, en janvier 2020, où il poursuit sa formation. Il reçoit 1200000 euros en échange de sa signature, avec des bonus pouvant atteindre 300000 euros supplémentaires. Il est alors comparé à Luis Suárez pour son style de jeu et parce qu'ils ont le même club formateur. Le Nacional reçoit environ 2 millions d'euros d'indemnité. Avec la Primavera il inscrit notamment 14 buts en 30 matchs lors de la saison 2020-2021.

#### Parcours professionnel

##### Inter Milan (depuis 2021)
Il fait sa première apparition en professionnel avec l'Inter, le 21 août 2021, lors de la première journée face au Genoa CFC. Il entre en jeu à la place de Hakan Çalhanoğlu lors de cette rencontre remportée par son équipe par quatre buts à zéro.

##### Prêt au Stade Brestois (2022)
Le 15 janvier 2022, Satriano est prêté jusqu'à la fin de la saison au Stade brestois 29. Il se fait remarquer dès sa première titularisation, le 13 février 2022, face à l'ES Troyes AC en championnat, en réalisant un doublé. Il marque ses deux premiers buts pour Brest en moins d'une demi-heure et participe ainsi à la large victoire de son équipe ce jour-là (5-1 score final),. Le jeune attaquant de 21 ans fait ainsi forte impression avec le club breton.

##### Prêt à Empoli (2022-2023)
Malgré l'intérêt de Brest, l'Inter Milan choisit en juillet 2022 de prêter Martin Satriano à Empoli. Le club évolue alors en Serie A, la première division italienne.
Satriano marque son premier but pour Empoli le 5 septembre 2022 contre l'US Salernitana, en championnat. Il est titularisé et ouvre le score mais les deux équipes se neutralisent (2-2 score final)

##### Nouveau prêt au Stade Brestois (2023-2024)
Le 1er août 2023, Martín Satriano fait son retour au Stade brestois 29, de nouveau prêté par l'Inter pour une saison.

##### Prêt au RC Lens (2024)
Le 23 août 2024, Satriano est prêté avec option d'achat obligatoire en cas de maintien estimée à cinq millions d'euros au RC Lens,. Après un début de saison perturbé par une blessure à un mollet, il se blesse aux ligaments croisés lors d'un match de Ligue 1 contre l'OGC Nice, ce qui le contraint à une absence des terrains de plusieurs mois,. Il reprend l'entraînement avec ses coéquipiers mi-avril 2025 puis la compétition le 4 mai en entrant en jeu à 20 minutes de la fin du match lors de la victoire lensoise 2-1 à l'extérieur contre l'Olympique lyonnais en Ligue 1.

### En sélection nationale
En janvier 2022, Martín Satriano figure dans une liste préliminaire de 50 joueurs retenus pour l'équipe nationale d'Uruguay.

## Style de jeu
Avant-centre aux qualités athlétiques importantes (1m87), Martín Satriano a été formé comme milieu offensif mais son poste de prédilection est avant-centre. Il peut également jouer sur les côtés ou avec un deuxième attaquant. Habile des deux pieds, il se montre efficace devant le but. Il est décrit comme un leader avec une forte personnalité et a notamment été comparé à Zlatan Ibrahimović ou son idole, Luis Suárez.

## Vie privée
Martín Satriano est le fils de Gerardo Satriano, ancien footballeur des années 1980 surnommé El Bocha et ayant notamment joué pour le Club Atlético Bella Vista. Sa famille est notamment originaire de la province de Potenza, en Italie.

## Statistiques

### En club
| Saison                | Club                     | Championnat           | Championnat | Championnat | Championnat | Coupe(s) nationale(s) | Coupe(s) nationale(s) | Coupe(s) nationale(s) | Compétition(s) continentale(s) | Compétition(s) continentale(s) | Compétition(s) continentale(s) | Compétition(s) continentale(s) | Uruguay | Uruguay | Uruguay | Total | Total | Total |
| Saison                | Club                     | Division              | M.          | B.          | P.d.        | M.                    | B.                    | P.d.                  | Comp.                          | M.                             | B.                             | P.d.                           | M.      | B.      | P.d.    | M.    | B.    | P.d.  |
| 2021-2022             | Inter Milan              | Serie A               | 4           | 0           | 0           | -                     | -                     | -                     | -                              | -                              | -                              | -                              | -       | -       | -       | 4     | 0     | 0     |
| 2021-2022             | Stade brestois 29 (prêt) | Ligue 1               | 15          | 4           | 0           | 1                     | 0                     | 0                     | -                              | -                              | -                              | -                              | -       | -       | -       | 16    | 4     | 0     |
| 2022-2023             | Empoli FC (prêt)         | Serie A               | 31          | 2           | 1           | 1                     | 0                     | 0                     | -                              | -                              | -                              | -                              | 1       | 0       | 0       | 33    | 2     | 1     |
| 2023-2024             | Stade brestois 29 (prêt) | Ligue 1               | 33          | 4           | 4           | 3                     | 2                     | 0                     | -                              | -                              | -                              | -                              | -       | -       | -       | 36    | 6     | 4     |
| 2024-2025             | RC Lens (prêt)           | Ligue 1               | 7           | 0           | 0           | -                     | -                     | -                     | C4                             | -                              | -                              | -                              | -       | -       | -       | 7     | 0     | 0     |
| Total sur la carrière | Total sur la carrière    | Total sur la carrière | 90          | 10          | 5           | 5                     | 2                     | 0                     | -                              | -                              | -                              | -                              | 1       | 0       | 0       | 96    | 12    | 5     |